# Éva Risztov
Éva Fruzsina Risztov (Hódmezővásárhely, 30 de agosto de 1985) es una deportista húngara que compitió en natación, en las modalidades de piscina y aguas abiertas.
Participó en cuatro Juegos Olímpicos de Verano, entre los años 2000 y 2016, obteniendo una medalla de oro en Londres 2012, en la prueba de 10 km aguas abiertas.
Ganó tres medallas de plata en el Campeonato Mundial de Natación de 2003, nueve medallas en el Campeonato Europeo de Natación entre los años 2002 y 2016, y ocho medallas en el Campeonato Europeo de Natación en Piscina Corta entre los años 2002 y 2004.

## Palmarés internacional
| Campeonato Mundial                  | Campeonato Mundial | Campeonato Mundial | Campeonato Mundial |
| Año                                 | Lugar              | Medalla            | Prueba             |
| ----------------------------------- | ------------------ | ------------------ | ------------------ |
| 2003                                | Barcelona (España) | Medalla de plata   | 400 m libre        |
| 2003                                | Barcelona (España) | Medalla de plata   | 200 m mariposa     |
| 2003                                | Barcelona (España) | Medalla de plata   | 400 m estilos      |
| Campeonato Europeo                  |                    |                    |                    |
| Año                                 | Lugar              | Medalla            | Prueba             |
| 2002                                | Berlín (Alemania)  | Medalla de plata   | 400 m libre        |
| 2002                                | Berlín (Alemania)  | Medalla de plata   | 800 m libre        |
| 2002                                | Berlín (Alemania)  | Medalla de plata   | 200 m mariposa     |
| 2002                                | Berlín (Alemania)  | Medalla de plata   | 400 m estilos      |
| 2004                                | Madrid (España)    | Medalla de plata   | 400 m estilos      |
| 2012                                | Debrecen (Hungría) | Medalla de plata   | 1500 m libre       |
| 2012                                | Debrecen (Hungría) | Medalla de bronce  | 800 m libre        |
| Campeonato Europeo en Piscina Corta |                    |                    |                    |
| Año                                 | Lugar              | Medalla            | Prueba             |
| 2002                                | Riesa (Alemania)   | Medalla de oro     | 400 m libre        |
| 2002                                | Riesa (Alemania)   | Medalla de oro     | 800 m libre        |
| 2002                                | Riesa (Alemania)   | Medalla de oro     | 200 m mariposa     |
| 2002                                | Riesa (Alemania)   | Medalla de plata   | 400 m estilos      |
| 2003                                | Dublín (Irlanda)   | Medalla de oro     | 200 m mariposa     |
| 2003                                | Dublín (Irlanda)   | Medalla de oro     | 400 m estilos      |
| 2003                                | Dublín (Irlanda)   | Medalla de bronce  | 800 m libre        |
| 2004                                | Viena (Austria)    | Medalla de oro     | 400 m estilos      |

| Juegos Olímpicos   | Juegos Olímpicos      | Juegos Olímpicos  | Juegos Olímpicos |
| Año                | Lugar                 | Medalla           | Prueba           |
| ------------------ | --------------------- | ----------------- | ---------------- |
| 2012               | Londres (Reino Unido) | Medalla de oro    | 10 km            |
| Campeonato Europeo |                       |                   |                  |
| Año                | Lugar                 | Medalla           | Prueba           |
| 2014               | Berlín (Alemania)     | Medalla de plata  | 10 km            |
| 2016               | Hoorn (Países Bajos)  | Medalla de bronce | Equipo mixto     |